# Mogollon Apači
Mogollon Apači, ime za jednu od apačkih skupina koja je prije odlaska Apača na rezervat obitavala u i blizu Mogollon planina u jugozapadnom Novom Meksiku, na područjima današnjih okruga Grant i Catron. 
Mogolloni su zajedno s Mimbreño Apačima pripadali ili činili skupinu Eastern Chiricahua ili Gileño (Chihennes). Najpoznatiji poglavica bio im je Geronimo, pripadnik njihove bande Bedonkohe. 